# 塔利怪物屬
塔利怪物（學名：Tullimonstrum）是一種分類不明的生物，大約在3億多年前在賓夕法尼亞州地質時期生活在泥濘河口的淺熱帶沿海水域的一種已滅絕的兩側對稱動物。目前僅有一種已知物種：寻常塔利怪物（Tullimonstrum gregarium）。
2016年，塔利怪物因為背部有一條白色線痕，被推測可能是脊椎動物盡管在2017年被否定但目前仍然被暂时归類為脊椎動物。